# Julian Bailey
Julian Bailey (London, 1961. október 9. –) brit autóversenyző, az 1999-es brit GT-sorozat, valamint a 2000-es FIA GT-bajnokság győztese.

## Pályafutása
1982-ben a Formula–Ford Fesztivál győztese volt. 1985-ben és 1986-ban a brit Formula–3-as bajnokság futamain indult. Nem ért el nagyobb sikereket ebben az időszakban, a 86-os szezont hatodikként zárta.
1987-ben a nemzetközi Formula–3000-es szériában versenyzett. Brands Hatch-ben első lett, és további két futamon végzett pontot érő helyen. Az összetett értékelést végül a hetedikként zárta.
1988-ban a Formula–1-es világbajnokságon szerepelt. Julian a Tyrrell Racing csapatával a szezon összes versenyén részt vett. Csapattársa a szintén brit Jonathan Palmer volt. Míg Jonathan rendre túljutott a kvalifikáción, és többször pontot is szerzett, addig Bailey mindössze hat futamra tudta magát kvalifikálni. Négy alkalommal ért célba, legjobb eredménye egy kilencedik helyezés volt, melyet a detroiti nagydíjon ért el.
1989-ben rajthoz állt a Formula–3-as monacói nagydíjon, ahol David Brabham mögött a második helyen végzett. 89-ben és 1990-ben leginkább a sportautó-világbajnokság futamain indult, majd 1991-ben újabb lehetőséget kapott a Formula–1-ben. A szezon első négy versenyén volt jelen a Lotus-istállóval. Egyedül a San Marinó-i futamra tudott kvalifikálni, itt azonban hatodik lett, amivel megszerezte pályafutása első világbajnoki pontját. A kanadai nagydíjtól már nem ő, hanem Johnny Herbert vezette a csapat autóját.
Ezt követően évekig a brit túraautó-bajnokság futamain indult, majd rövid időre a dél-afrikai túraautó-bajnokságon is szerepelt. 1999-ben megnyerte a brit GT-sorozatot, 2000-ben pedig az FIA GT-sorozat bajnoka volt. Mind a két bajnoki címet honfitársával, Jamie Campbell-Walterel érte el.

## Sikerei
- Formula–Ford Fesztivál
  - Győztes: 1992
- Brit GT-bajnokság
  - Bajnok: 1999
- FIA GT-bajnokság
  - Bajnok: 2000

## Eredményei
Teljes eredménylistája a nemzetközi Formula–3000-es sorozaton
(Táblázat értelmezése)

(Félkövér: pole-pozícióból indult; dőlt: leggyorsabb kört futott) 

| Év   | Csapat         | 1   | 2   | 3   | 4   | 5      | 6     | 7     | 8      | 9      | 10    | 11     | Helyezés | Pont |
| ---- | -------------- | --- | --- | --- | --- | ------ | ----- | ----- | ------ | ------ | ----- | ------ | -------- | ---- |
| 1987 | GA Motorsports | SIL | VAL | SPA | PAU | DON Ki | PER 4 | BRH 1 | BIR Ki | IMO Hn | BUG 6 | JAR Ki | 7.       | 13   |

Teljes Formula–1-es eredménysorozata
(Táblázat értelmezése)

(Félkövér: pole-pozícióból indult; dőlt: leggyorsabb kört futott) 

| Év   | Csapat                      | Modell      | Motor       | 1      | 2      | 3      | 4      | 5      | 6     | 7      | 8      | 9      | 10     | 11     | 12     | 13     | 14     | 15     | 16     | Helyezés | Pont |
| ---- | --------------------------- | ----------- | ----------- | ------ | ------ | ------ | ------ | ------ | ----- | ------ | ------ | ------ | ------ | ------ | ------ | ------ | ------ | ------ | ------ | -------- | ---- |
| 1988 | Tyrrell Racing Organisation | Tyrrell 017 | Cosworth V8 | BRA Nk | SMR Ki | MON Nk | MEX Nk | CAN Ki | DET 9 | FRA Nk | GBR 10 | GER Nk | HUN Nk | BEL Nk | ITA 12 | POR Nk | ESP Nk | JPN 14 | AUS Nk | -        | 0    |
| 1991 | Team Lotus                  | Lotus 102B  | Judd V8     | USA Nk | BRA Nk | SMR 6  | MON Nk | CAN    | MEX   | FRA    | GBR    | GER    | HUN    | BEL    | ITA    | POR    | ESP    | JPN    | AUS    | 18.      | 1    |

 Le Mans-i 24 órás autóverseny 
| Év   | Csapat                           | Autó             | Csapattárs    | Csapattárs             | Helyezés | Kiesés oka |
| ---- | -------------------------------- | ---------------- | ------------- | ---------------------- | -------- | ---------- |
| 1989 | Nissan Motorsports International | Nissan R89C      | Mark Blundell | Martin Donnelly        | Kiesett  | Baleset    |
| 1990 | Nissan Motorsport Europe         | Nissan R90CK     | Mark Blundell | Gianfranco Brancatelli | Kiesett  | ?          |
| 1997 | Newcastle United Lister Storm    | Lister Storm GTL | Thomas Erdos  | Mark Skaife            | Kiesett  | ?          |
| 2001 | MG Sports & Racing Ltd.          | MG-Lola EX257    | Mark Blundell | Kevin McGarrity        | Kiesett  | ?          |
| 2002 | MG Sports & Racing Ltd.          | MG-Lola EX257    | Mark Blundell | Kevin McGarrity        | Kiesett  | Defekt     |

## Külső hivatkozások
- Profilja az grandprix.com honlapon (angolul)
- Profilja a driverdatabase.com honlapon (angolul)
- Profilja a statsf1.com honlapon (angolul)